# Scott Wiener

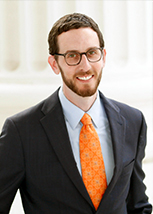
Scott Wiener

Scott Wiener (* 11. Mai 1970 in Philadelphia, Pennsylvania) ist ein US-amerikanischer Politiker der Demokratischen Partei.

## Leben
Wiener studierte Rechtswissenschaften an der Duke University und der Harvard Law School.
Von Januar 2011 bis Dezember 2016 war er Mitglied im San Francisco Board of Supervisors. Als Nachfolger von Mark Leno wurde Wiener im Dezember 2016 als Abgeordneter in den Senat von Kalifornien gewählt. Sein Wahlbezirk besteht aus San Francisco und Teilen des  San Mateo County. Wiener wohnt in San Francisco.